# G-code
G-код є загальною назвою для найбільш широко використовуваної мови програмування числовим програмним керуванням, яка має багато реалізацій. Застосовують здебільшого в галузі автоматизації, є частиною автоматизованого проектування.
В загальному, G-код — це мова, якою люди взаємодіють з комп'ютеризованими верстатами, задають їм що робити і як це зробити. «Як» визначається інструкціями про те, де перейти до (повернути або виконати дію), як швидко рухатися, і якою траєкторією переміщуватися.

## Використання
G-код використовується в системі керування верстатами з числовим програмним керуванням LinuxCNC, програмі Mach3, інших системах.
Приклад використання: запрограмований верстат переміщує різальний інструмент відповідно до заданих G-кодом інструкцій через визначені траєкторії, зрізаючи надлишки матеріалу, щоб отримати деталь відповідно до креслення. Це ж саме поняття поширюється також на нерізальні (незрозумілий термін???) технології, такі як інструменти формування або полірування; 3D-друк; вимірювальне зондування для перевірки результатів.